# Guaporé (fiume)
Il Guaporé è un fiume che scorre nel Brasile occidentale, lungo il confine con la Bolivia; il suo nome boliviano è Iténez.
Sorge nello Stato brasiliano del Mato Grosso, circa 150 km a nord-est di Pontes e Lacerda. Da questa città il fiume devia in direzione ovest per circa 120 km, dove a Vila Bela da Santíssima Trindade si unisce al Rio Alegre. Scorre poi in direzione nord per altri 180 km e da quel momento costituisce la linea di confine tra il Brasile e la Bolivia per confluire infine, dopo aver percorso circa 1530 km, nel fiume Mamoré.
La sua profondità massima è di 19,5 metri, mentre la larghezza varia da un massimo di 570 metri a un minimo di 107. I suoi principali affluenti in territorio boliviano sono l'Itonomas, Blanco, Negro, San Antonio, San Joaquin, Machupo, Curichal, San Simón, Paraguá, e Paucerna e il Verde.